# Isotta Fraschini Asso 200
Le moteur Isotta Fraschini Asso 200 aussi appelé Semi Asso ou Mezzo Asso, du fait de sa petite cylindrée et du fait qu'il appartenait à la famille des moteurs Asso modulaires, est un moteur étudié et mis au point selon un cahier des charges de l'Aeronautica Militare émis en 1924 pour équiper des avions militaires. Il fait partie de la famille de moteurs modulaires créée par le constructeur italien qui comprend aussi l'Asso 500, l'Asso 750 et l'Asso 1000.
Il fut utilisé uniquement pour la motorisation d'avions.

## Histoire
En 1924, le ministère italien de l'Aviation militaire confie aux deux plus importants constructeurs de moteurs d'avions du pays, Isotta Fraschini et Fiat Aviazione, l'étude et la construction d'une nouvelle série de moteurs à refroidissement liquide de forte puissance.
La société Isotta Fraschini engagea l'étude de ce nouveau moteur en décembre 1924, en dimensionnant un 12 cylindres en « V » appelé « Asso ». Les premiers essais au banc furent réalisés en juin 1925. Les essais d'approbation commencèrent en août de la même année et après 150 heures de fonctionnement au banc et 150 heures en vol, l'Asso 500 fut validé et mis en production.
En moins d'un an, Isotta Fraschini avait été en mesure de développer une gamme de moteurs qui, sans être particulièrement légers, avait les qualités de solidité et de durabilité peu communs pour l'époque. Les essais normaux des constructeurs les plus exigeants avaient une durée de 50 heures, et étaient considérés comme particulièrement sévère dans certains pays.

## Description technique
Le moteur IF Asso 200 comporte six cylindres en ligne. Chaque cylindre, réalisé en acier spécial avait un alésage de 140 mm et une course de 160 mm. La distribution comprend quatre soupapes par cylindre commandées par un double arbre à cames en tête. Les culasses sont en alliage d'aluminium. L'alimentation est assurée par deux carburateurs avec deux bougies d'allumage par cylindre. La puissance de 260 ch était obtenue au régime de seulement 1 800 tr/min.